# Catocala discolor
Catocala discolor är en fjärilsart som beskrevs av Schultz 1909. Catocala discolor ingår i släktet Catocala och familjen nattflyn. Inga underarter finns listade i Catalogue of Life.